# Marymount (métro de Singapour)
Marymount est une station de métro à Singapour. 